# Tandikek
Tandikek is een bestuurslaag in het regentschap Mandailing Natal van de provincie Noord-Sumatra, Indonesië. Tandikek telt 712 inwoners (volkstelling 2010).